# Gare de Iassynouvata-Passager
La gare d'Iassynouvata-Passager (en ukrainien : Ясинувата-Пасажирська) est une gare du Réseau ferré de Donestk en Ukraine.

## Histoire
La gare est fondée en 1872 pour la construction du chemin de fer russe Konstantinovka – Alexandrovka qui relie l'usine métallurgique Hughes (aujourd'hui usine métallurgique de Donetsk) à la ligne Koursk-Kharkov-Azov. La gare et le village reçoivent le nom du village le plus proche, Yassinovatoï. En 1879, la ligne est prolongée jusqu'à Enakievo, en 1883 jusqu'à Makeïevka, en 1885 jusqu'à Sinelnikovo. Au début du XXe siècle, la population de Yassinovatoï est d'environ 800 habitants et la gare est devenue un important nœud ferroviaire. En 1926, Iassinovoutaïa reçoit le statut de commune urbaine et compte déjà 2 902 habitants. En 1937, le centre de gestion des chemins de fer du sud de l'Ukraine est établi dans cette ville qui devient un des plus importants carrefours ferroviaires de la république socialiste soviétique d'Ukraine avec une gare de triage et de nombreux immeubles de cheminots et d'employés du chemin de fer.
À cause de la crise ukrainienne de 2013-2014, la circulation ferroviaire est stoppée en 2014. Des combats sporadiques ont lieu jusqu'en 2016. Le 1er mai et le 4 mai 2022, au cours de l'invasion de l'Ukraine par la Russie, des tirs de Grad ukrainiens provoquent des victimes civiles dans la ville.

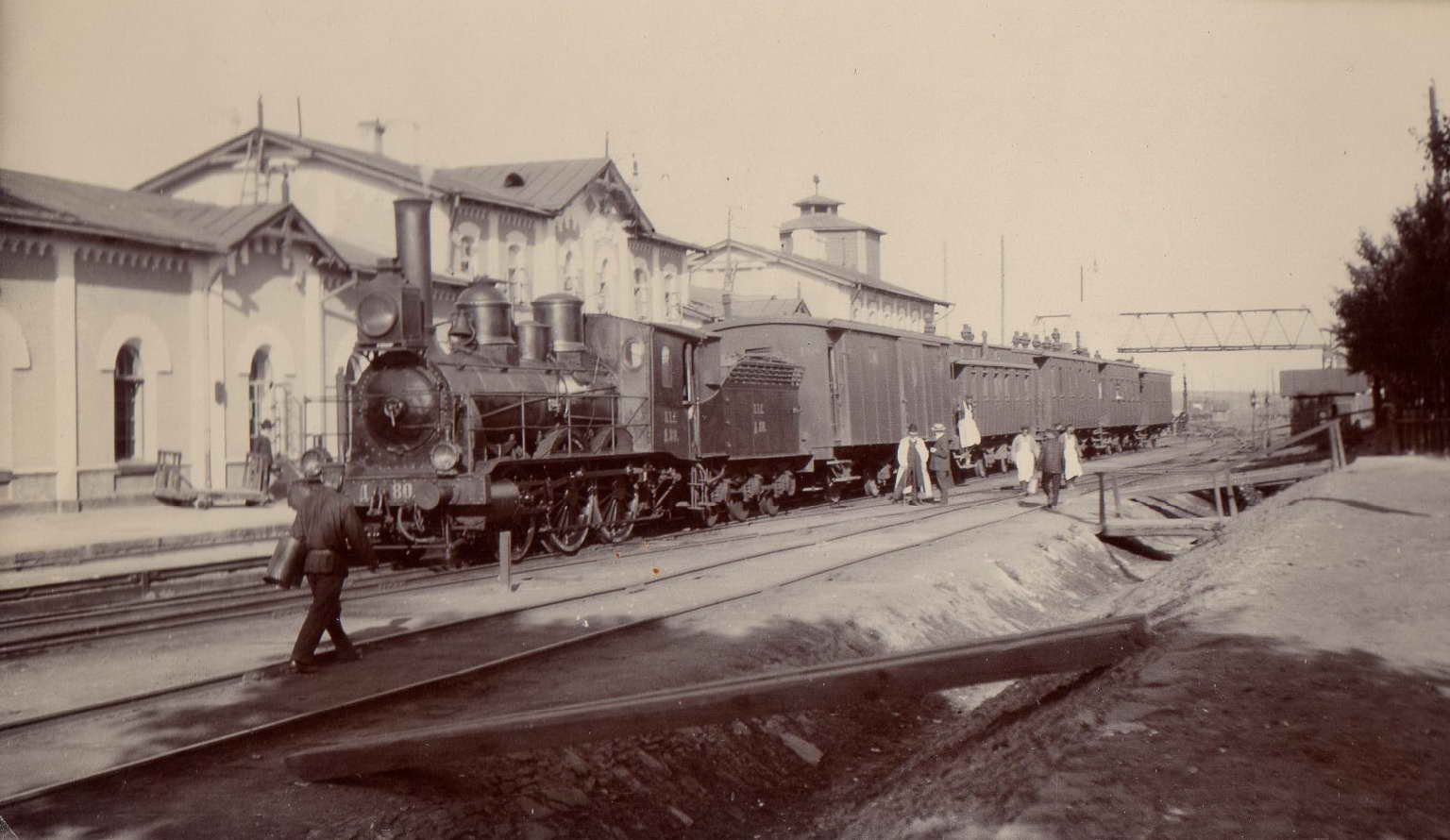
En 1905.
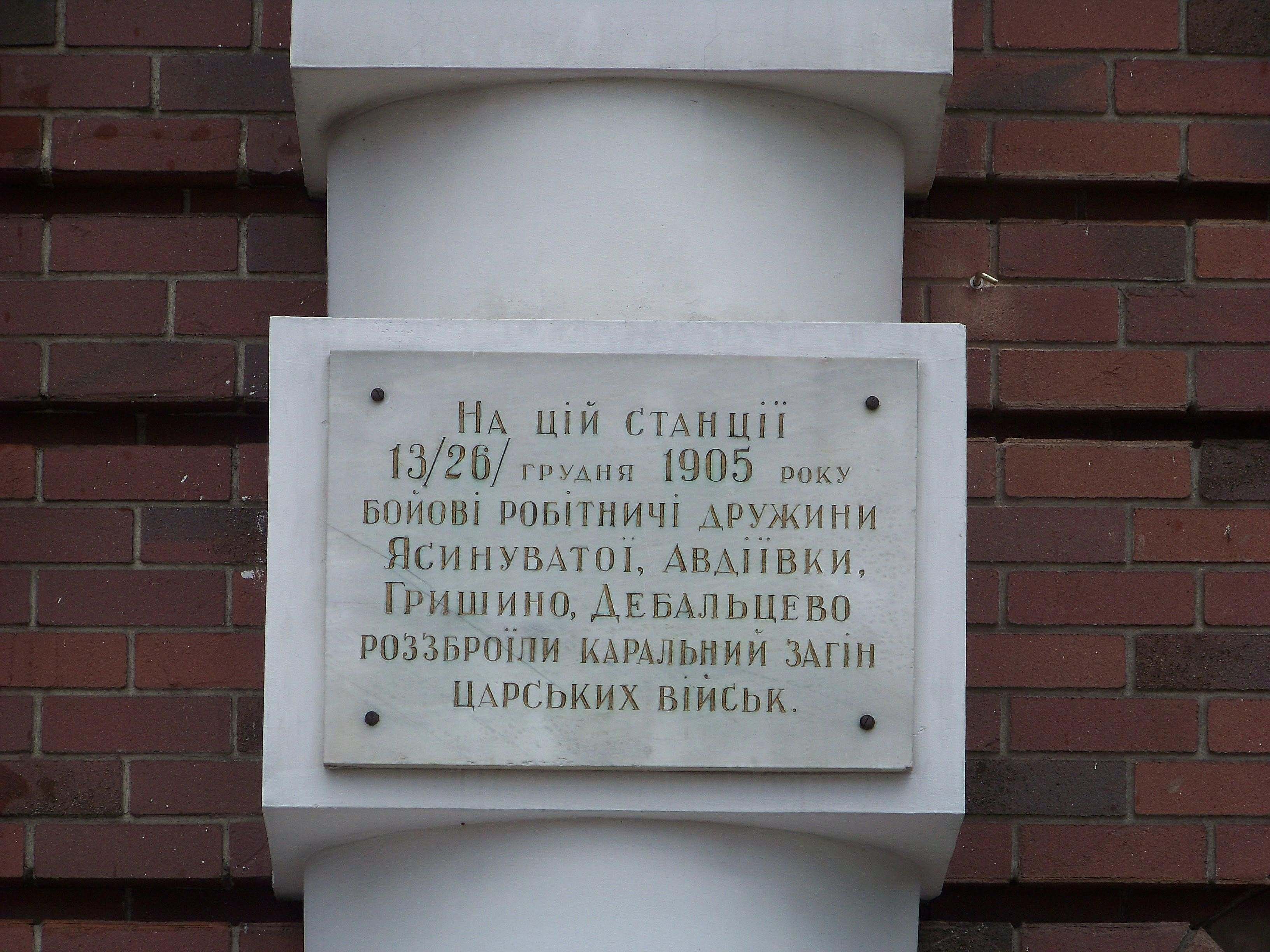
Plaque de fondation, classée
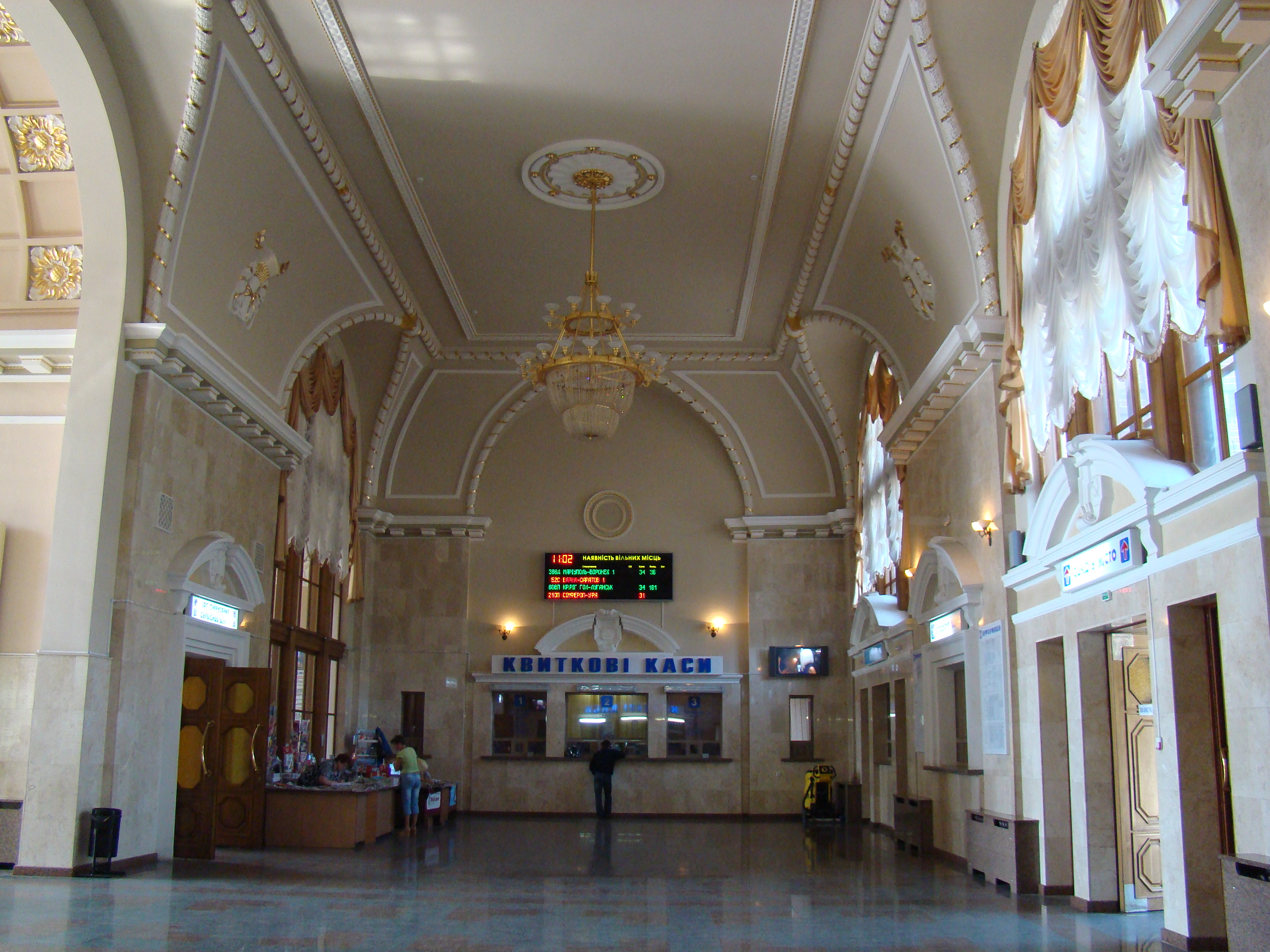
Hall d'accueil.